# Afoxolaner
Afoxoloner é um inseticida e acaricida. Trata-se de um medicamento veterinário utilizado para o tratamento de infestações de pulgas e carrapatos em cães. É um composto químico da família das isoxazolinas.